# Vilșanska Nîva, Fastiv
Vilșanska Nîva (în ucraineană Вільшанська Нива) este un sat în comuna Didivșciîna din raionul Fastiv, regiunea Kiev, Ucraina.

## Demografie
Componența lingvistică a localității Vilșanska Nîva
     Ucraineană (100%)
Conform recensământului din 2001, toată populația localității Vilșanska Nîva era vorbitoare de ucraineană (100%).